# Manolo Preciado
Manuel Preciado Rebolledo (El Astillero, Cantabria, 28 de agosto de 1957-Mareny de Barraquetes, Valencia,  6 de junio de 2012), conocido como Manolo Preciado, fue un futbolista y entrenador español. Como jugador, llegó a competir en Primera División con el Real Racing Club de Santander, aunque desarrolló la mayor parte de su carrera en categorías más bajas. Durante su etapa como técnico consiguió cinco ascensos, dos de ellos a Primera, siendo el último el logrado con el Real Sporting de Gijón en la temporada 2007-08. Falleció el 6 de junio de 2012 a causa de un infarto, el mismo día en que había pactado un contrato con el Villarreal C. F. para dirigirlo durante la campaña 2012-13.

## Trayectoria

### Como jugador
Se formó en los filiales del Real Racing Club de Santander, equipo con el que debutó en Primera División el día 5 de abril de 1978 durante un encuentro ante la U. D. Salamanca disputado en el estadio Helmántico en el que sustituyó a Portu. Con el Racing, sufrió un descenso y disfrutó de un ascenso antes de cambiar de equipo para militar dos temporadas en el Linares C. F., una en el R. C. D. Mallorca, otra con el Deportivo Alavés, cuatro en las filas del C. D. Ourense y acabar su carrera como futbolista en la R. S. Gimnástica de Torrelavega, equipo al que, posteriormente, también entrenó.

### Como entrenador
Su primer partido fue en Tercera División, al frente de la R. S. Gimnástica de Torrelavega, en la temporada 1995-96. Al finalizar la campaña, logró su primer ascenso como entrenador tras quedar campeón de grupo y acabar invicto la liguilla de promoción. El año siguiente repitió éxito, pero esta vez llevando al Real Racing Club de Santander "B" a Segunda División B. En la campaña 1998-99 fue el segundo entrenador del Real Racing Club de Santander a las órdenes del técnico Nando Yosu, pero ambos fueron destituidos tras la jornada 16 cuando el equipo ocupaba la decimoquinta posición. Regresó al filial racinguista en la temporada 2000-01, aunque fue incapaz de evitar el descenso a Tercera al término de la misma. Sin embargo, recuperó la categoría perdida sólo una campaña después.
Como técnico profesional, dio inicio a su trayectoria en el Racing de Santander en la temporada 2002-03. Ese año, presentó su dimisión tras la compra del club cántabro por parte de Dmitry Piterman, ante la intención del empresario ucraniano de ejercer de entrenador. En la campaña 2003-04 condujo al Levante U. D. a Primera División, lo que supuso el cuarto ascenso de su carrera como entrenador y el primero a la máxima categoría. A pesar de ello, Preciado no continuó al frente del club granota y firmó por el Real Murcia C. F., de Segunda División, donde fue cesado en la decimotercera jornada del curso 2004-05. En la temporada 2005-06, regresó a Primera División para entrenar de nuevo al Racing de Santander; a falta de cuatro jornadas para terminar la competición, presentó su dimisión al no verse capaz de salvar al equipo del descenso.
En el verano de 2006, Preciado fue contratado por el Real Sporting de Gijón, club que cumplía entonces su novena campaña consecutiva en la categoría de plata. Con el equipo asturiano logró su quinto y último ascenso en la temporada 2007-08. La buena sintonía con el club y la afición jugó un papel clave para que Manolo continuara al frente del Sporting durante las siguientes cuatro campañas en Primera, llegando a convertirse en el segundo entrenador que más encuentros ha dirigido a los rojiblancos, con 232 partidos oficiales, por detrás de José Manuel Díaz Novoa, quien lo hizo en 282 ocasiones. Tras casi 6 temporadas al frente del Sporting, el 31 de enero de 2012 fue destituido después de la jornada 21 tras perder 5-1 frente a la Real Sociedad en el estadio de Anoeta.

## Fallecimiento y homenajes

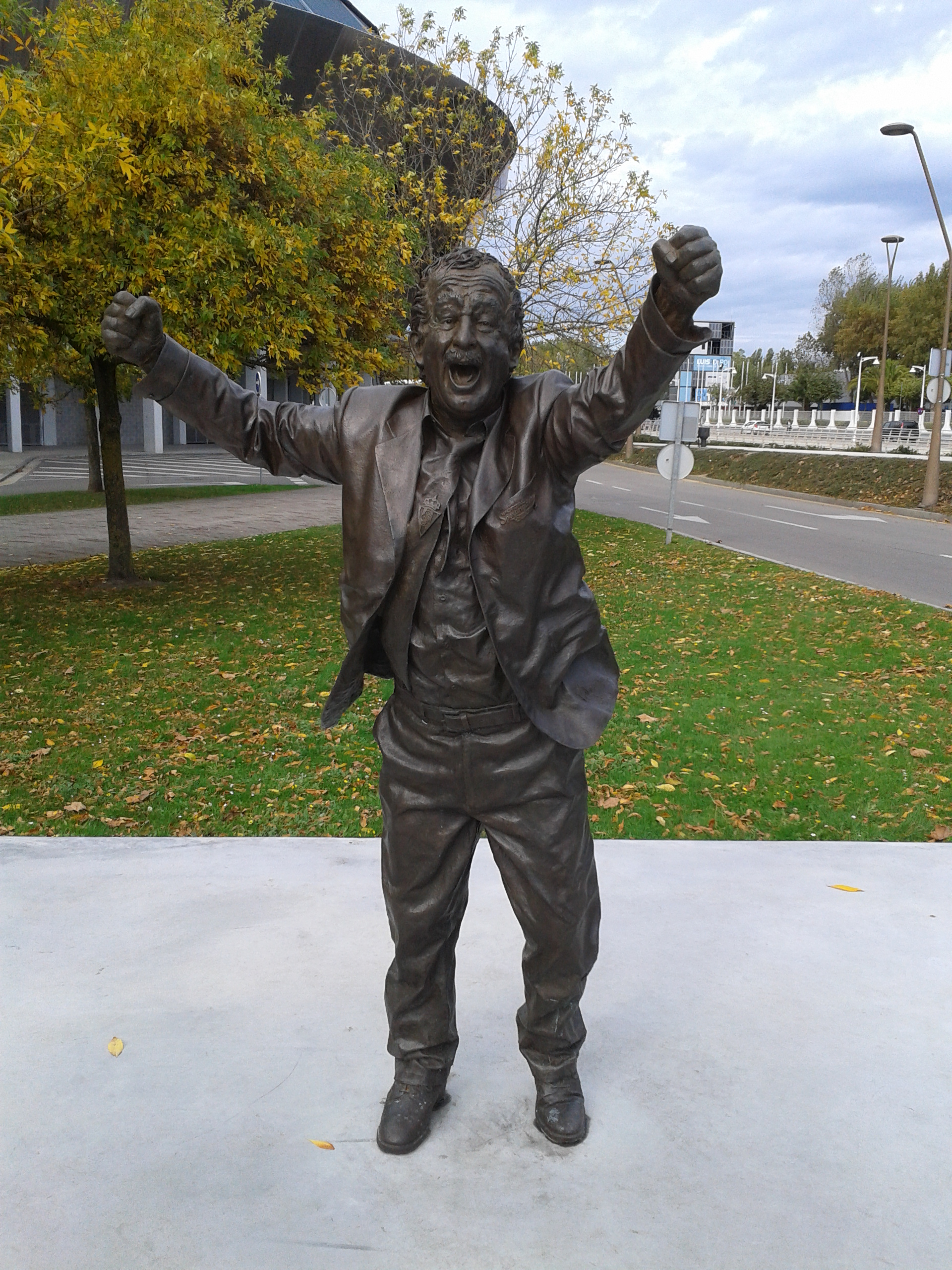
Estatua en memoria de Manolo Preciado, erigida en los aledaños del Estadio El Molinón, en la ciudad de Gijón, Asturias

El 6 de junio de 2012, el Villarreal C. F. comunicó su intención de contar con los servicios de Preciado para dirigir al equipo durante la temporada 2012-13 en Segunda División. Sin embargo, esa misma noche a las 23:15, falleció tras sufrir un infarto en una zona residencial de la localidad valenciana de Mareny de Barraquetes, en el término municipal de Sueca. Lo repentino e inesperado de este hecho causó una gran conmoción en diversos estamentos del fútbol y el deporte en general, sucediéndose los mensajes de condolencia por parte de jugadores, entrenadores, dirigentes, periodistas e, incluso, personajes de la vida política española.
Desde el Consejo Superior de Deportes se le concedió, a título póstumo, la Medalla de Oro de la Real Orden del Mérito Deportivo, la Asociación de Futbolistas Españoles le concedió su máximo galardón, la insignia de platino y brillantes, y el Real Racing Club de Santander también le otorgó la insignia de oro y brillantes del club. Asimismo, desde el Real Sporting de Gijón se homenajeó su figura con un acto que reunió a 10 000 personas en el Estadio El Molinón y el Ayuntamiento de Gijón declaró su intención de bautizar como «alameda de Manuel Preciado» una de las calles colindantes al estadio. En el primer aniversario de su fallecimiento se inauguró una estatua en su honor en los aledaños de El Molinón, obra del artista Vicente Menéndez-Santarúa. El 15 de junio de 2013, el Ayuntamiento de El Astillero lo nombró hijo predilecto de la localidad.
En febrero de 2017 se le concedió una estrella en el paseo de la fama de Tetuán, ubicado en Santander. El 9 de marzo de 2024 se inauguró en su municipio natal un busto con su imagen, realizado por el escultor Jesús Jimeno.

## Clubes

### Como jugador
| Club                      | País   | Año       |
| ------------------------- | ------ | --------- |
| S. D. Rayo Cantabria      | España | 1977-1978 |
| Racing de Santander       | España | 1978-1982 |
| Linares C. F.             | España | 1982-1984 |
| R. C. D. Mallorca         | España | 1984-1985 |
| Deportivo Alavés          | España | 1985-1986 |
| C. D. Ourense             | España | 1986-1990 |
| Gimnástica de Torrelavega | España | 1990-1992 |

### Como entrenador
| Club                      | País   | Año       |
| ------------------------- | ------ | --------- |
| Gimnástica de Torrelavega | España | 1995-1996 |
| Racing de Santander "B"   | España | 1996-1997 |
| Gimnástica de Torrelavega | España | 2000      |
| Racing de Santander "B"   | España | 2001-2002 |
| Racing de Santander       | España | 2002-2003 |
| Levante U. D.             | España | 2003-2004 |
| Real Murcia C. F.         | España | 2004-2005 |
| Racing de Santander       | España | 2005-2006 |
| Sporting de Gijón         | España | 2006-2012 |

## Palmarés

### Distinciones individuales
| Distinción                                           | Año  |
| ---------------------------------------------------- | ---- |
| Trofeo Miguel Muñoz (Segunda División)               | 2008 |
| Medalla de Oro de la Real Orden del Mérito Deportivo | 2012 |
| Insignia de oro y brillantes del Real Racing Club    | 2012 |
| Insignia de platino y brillantes de la AFE           | 2012 |